# Vlotvaren
Vlotvaren (Salvinia) is een geslacht van dertien soorten varens uit de vlotvarenfamilie (Salviniaceae). Het zijn kleine, drijvende aquatische varens, die met hun behaarde, stengelloze blaadjes helemaal niet lijken op enige andere varen.
Ze kennen een wereldwijde verspreiding, vooral in subtropische en tropische gebieden van de Nieuwe Wereld, Afrika en Azië. In Europa is slechts een soort inheems, de kleine vlotvaren (Salvinia natans).

## Naamgeving en etymologie
De botanische naam Salvinia is een eerbetoon aan Antonio Maria Salvini (1653-1729), een Italiaans schrijver, dichter en filoloog.

## Kenmerken

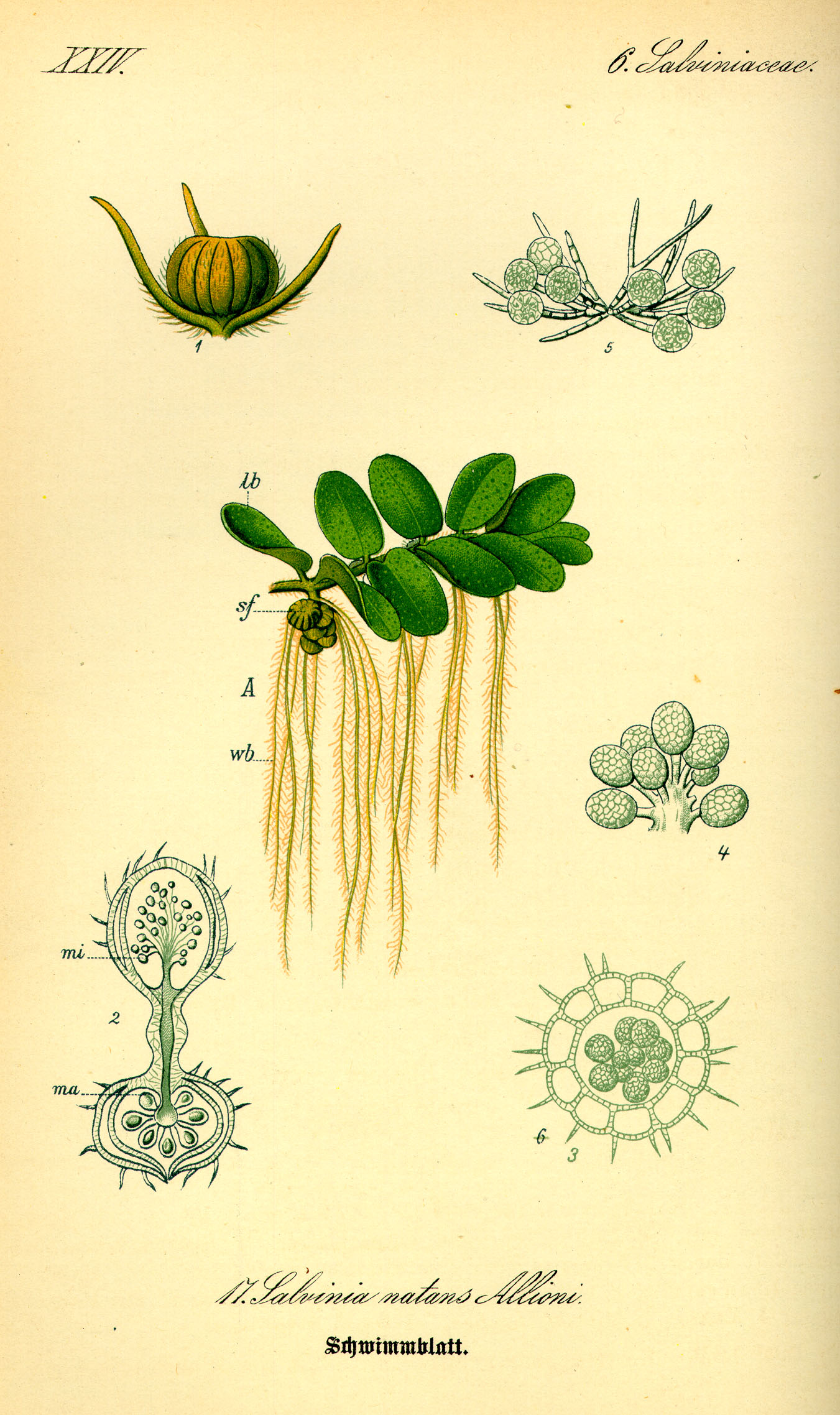
S. natans, plant met twee soorten sporocarpen

Salvinia-soorten zijn kleine waterplanten die op het wateroppervlak drijven. De kruipende, vertakte stengels dragen geen echte wortels maar multicellulaire haren.
De blaadjes zitten in kransen van drie, en zijn van twee verschillende types (heterofyllie). Twee blaadjes zijn horizontaal uitgespreid, tegenover elkaar staand, zittend (zonder steel), groen, rond tot ovaal, gaafrandig, aan de bovenzijde viltig behaard en intern voorzien van intercellulaire luchtkamers, en dienen als drijfbladen. De bladnerven zijn dichotoom vertakt en anastomoserend, aan de tip met elkaar verbonden. Het derde blad, het onderwaterblad, hangt in het water neer en is fijn veerdelig, lijkend op wortels, en met de functie van wortels: het kan door zijn epidermis voedselbestanddelen opnemen uit het water. Dit blad bevat geen bladgroen en kan dus niet aan fotosynthese doen.
De ontwikkeling van het blad van Salvinia is uniek in de plantenwereld; het blijkt namelijk dat de bovenzijde van het drijvende blad, dat de viltige beharing draagt, anatomisch gezien de onderzijde (abaxiale zijde) is.
De ondergedompelde bladen dragen de sporenhoopjes of sori, omhuld door bolvormige sporocarpen, die ontstaan zijn uit de dekvliesjes of indusia. Salvinia-soorten zijn heterospoor en produceren twee soorten sporen in twee verschillende soorten sporocarpen. De macrosporocarpen dragen ongeveer tien megasporangia met telkens één grote (vrouwelijke) macrospore, de microsporocarpen dragen vele microsporangia met telkens 64 kleinere (mannelijke) microsporen.
De sporangia worden in hun geheel vrijgelaten wanneer de wand van de sporocarp zich opent.

## Habitaten verspreiding
Salvinia-soorten zijn drijvende, aquatische planten die in ondiep, stilstaand zoet water groeien zoals in poelen, meren, sloten, oude rivierarmen en moerassen. Ze kennen een wereldwijde verspreiding, met het zwaartepunt in subtropische en tropische streken van Noord-, Midden- en Zuid-Amerika, Afrika en Madagaskar, Azië en Europa.
Eén soort, de kleine vlotvaren (S. natans) komt in Zuid- en Midden-Europa voor en is ook in Nederland aangetroffen. Een tweede, de grote vlotvaren (S. molesta), wordt gebruikt als vijverplant en is ook in Nederland in de natuur geïntroduceerd.

## Gebruik
De grote vlotvaren (S. molesta), oorspronkelijk afkomstig uit Zuid-Amerika, is in bijna alle (sub)tropische gebieden ter wereld verspreid geraakt. De plant groeit snel en ideale omstandigheden dichte matten over het water, die alle licht tegenhouden.
De kleine vlotvaren (S. natans) wordt als vijver- en aquariumplant gebruikt.

## Taxonomie enfylogenie
In de recente taxonomische beschrijving van Smith et al. (2006) is het geslacht Salvinia samen met Azolla opgenomen in de familie Salviniaceae. Het omvat twaalf of dertien soorten.
De typesoort is Salvinia natans (L.) All. (1785).

### Soortenlijst
- Salvinia auriculata Aubl. (1775)
- Salvinia biloba Raddi (1825)
- Salvinia cucullata Roxb. ex Bory (1833)
- Salvinia cyathiformis Maxon (1922)
- Salvinia hastata Desv. (1827)
- Salvinia herzogii de la Sota (1962)
- Salvinia minima Baker (1886)
- Salvinia molesta Mitch. (1973) (Grote vlotvaren)
- Salvinia natans (L.) All. (1785) (Kleine vlotvaren)
- Salvinia nymphellula Desv. (1827)
- Salvinia oblongifolia Mart. (1834)
- Salvinia radula Baker (1886)
- Salvinia sprucei Kuhn in Mart. (1884)